# Carex sedakowii
Carex sedakowii är en halvgräsart som beskrevs av Carl Anton von Meyer och Karl Friedrich Meinshausen. Carex sedakowii ingår i släktet starrar, och familjen halvgräs. Inga underarter finns listade i Catalogue of Life.